# Prælat
Prælat er betegnelsen i den romerskkatolske kirke for
gejstlige, som har embeder med højere
jurisdiktion, f.eks. paven selv, kardinaler,
biskopper og ordensgeneraler, eller som nyder særlige
æresrettigheder, således en række embedsmænd i den romerske kurie. Navnet kommer fra latin, og betyder en person med Forrang.
For at opnå et prælatur  krævedes en særlig uddannelse.
Man bruger også betegnelsen prælatur i forbindelse med områder der styres af en prælat, men ikke er et selvstændig bispedømme.